# 연속 냉각 변태 곡선

## CCT 곡선

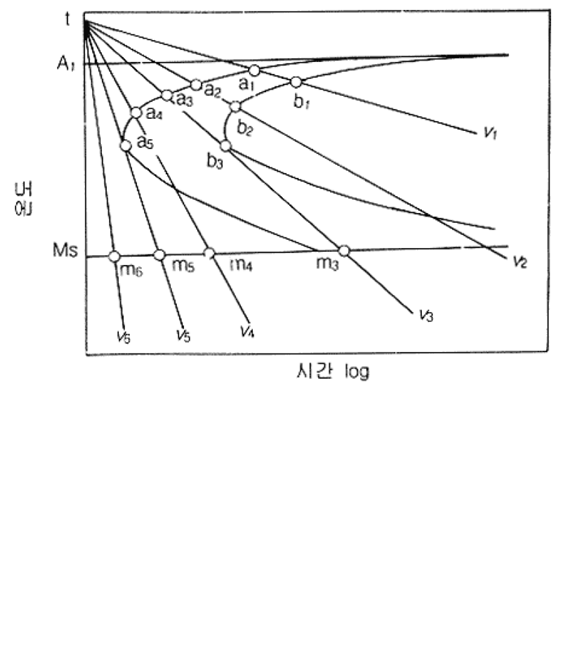
CCT 곡선의 모습.

- 등온 열처리는 고온의 열처리 온도로 급속 냉각되고 유지되어야 하기 때문에 사용하는데 어려움이 있다. 강에서 대부분의 열처리는 상온에서 연속적인 냉각을 한다. 그러므로 등온 열처리를 수정한 곡선이 연속 냉각 변태도[continuous cooling transformation(CCT) diagram]이라 한다.
- v 직선의 기울기가 클수록 냉각속도가 크다. 가장 느린 냉각인 노냉은 v1, 약간 빠른 냉각인 공냉은 v2, 가장 빠른 냉각인 수냉은 v5이다.
- 제일 느린 냉각속도 v1에서 냉각곡선이 변태 시작 선에 있는 a1을 지나고, 변태 종료 선에 위치하는 b1점을 지나치는 것으로 보아 냉각곡선이 펄라이트 변태 시작선과 종료 선을 통과한다는 것을 알 수 있다. 이와 같이 노냉 시에는 오스테나이트가 펄라이트로 변태하게 된다. 이 변태는 변태 시작 선의 높은 온도에서 일어나므로 이 펄라이트 조직은 조대하게 된다.
- v2에서도 펄라이트 변태 시작 선과 종료 선을 통과하고 있으므로 오스테나이트는 펄라이트로 변태된다. 하지만 노냉보다 시작 온도와 종료 온도가 낮으므로 펄라이트 조직은 미세해진다.
- 냉각속도가 v5보다 클 때는 오스테나이트가 모두 마텐자이트로 변태된다. Ms점은 마텐자이트의 변태가 시작되는 온도를 나타낸다. v5는 임계 냉각속도라고 하며, 임계 냉각속도로 냉각 시 펄라이트를 형성하지 않고 모두 마텐자이트로 변태된다.

## 냉각 방법
- 노냉 (Furnace cooling): 재료를 가열로 속에서 서서히 냉각하는 조작으로 노(furnace) 안의 고온도에서 서서히 냉각시키는 방법이다.
- 공랭 (Air cooling): 공랭은 가열된 강(steel)을 대기 중에 가만히 방치하여 냉각하는 방법이다.
- 수냉 (Water cooling): 재료를 물속에 넣어 급랭시키는 냉각 방법이다.

## 열처리 방법
- 풀림 (Annealing): 재료를 고온으로 장시간 유지시킨 후 서서히 냉각하는 열처리 방법이다. 일반적으로 이러한 풀림 처리는 잔류 응력의 제거, 연성의 향상, 특정한 미세구조의 형성을 위해 사용된다.
- 노멀라이징 (Normalizing): 결정 조직이 크거나 변형이 있는 것을 정상으로 만들기 위한 목적으로 하는 열처리 방법이다. 보통 강을 가열한 다음 공랭시킨다.
- 급랭 (Quenching): 금속이나 합금의 내부에서 일어나는 변화를 저지하여, 고온에서의 안정상태 또는 중간상태를 저온, 온실에서 유지하는 방법이다.

## 미세조직
```
* 
페라이트
 (Ferrite): 상온에서의 안정된 형태인 α철의 결정구조이다. 이는 체심입방구조(BCC)를 가진다.
* 
시멘타이트
 (Cementite): 철과 탄소가 결합한 탄화물로, 고온의 강철 속에 생긴다. 탄화철(Fe3C)이며 탄소는 6.67% 함량하고 있다.
* 
펄라이트
 (Pearlite): 페라이트와 시멘타이트의 공석정(eutectoid)을 펄라이트라 한다. 현미경으로 페라이트와 시멘타이트의 얇은 편이 서로 층상으로 되어 있으며, 현미경을 통해 보았을 때 진주 같은 광택이 나타나서 펄라이트라 명명하였다. 펄라이트 조직은 오스테나이트 상태의 강을 서서히 냉각(풀림)하였을 때 생기는 조직이며 풀림된 상태의 것이다. 펄라이트 속의 탄소 농도는 항상 일정하며 약 0.85%이다. 펄라이트는 경도가 작고 자력성이 있다. 비중은 오스테나이트와 마텐자이트의 중간이며, 강의 조직 중에서 가장 안정되어 있다. 페라이트와 시멘타이트가 층상으로 되어있는 것을 펄라이트라 하며, 그 층 간격의 대소에 따라 보통 펄라이트, 중 펄라이트, 미세 펄라이트의 세가지로 분류하고 있다.
* 
오스테나이트
 (Austenite) ; 탄소를 고용하고 있는 γ철이며, 급랭한 강(steel) 조직의 일종이다. 결정 구조는 면심입방정계(FCC)로서 강을 726℃ 이상으로 가열하였을 때 이루어지는 조직이다. 탄소의 용해도는 1140℃에서 2.1%이며, 탄소 함유량에 따라 오스테나이트의 물리적 기계적 성질이 다르다. 탄소 함유량이 많은 오스테나이트일수록 경도가 커진다. 오스테나이트는 비자성체이며 전기 저항이 크다. 경도는 마텐자이트보다 적지만 인장강도와 비교하면 연신이 크다. 또 상온에서는 불안정한 조직으로서 상온 가공을 하면 마텐자이트로 변화한다. 현미경으로 보면 다각형의 조직을 나타낸다. 급랭한 강에서 잔류하는 오스테나이트 조직의 양은 고탄소강일수록, 담금질 온도가 높을수록 많다.
* 
마르텐사이트
 (Martensite): 탄소를 과포화 상태로 고용하는 α고용체인 철이다. 급랭한 강의 조직이다. 결정 구조는 체심정방정계(BCT) (α-마텐자이트)와 체심입방정계(BCC) (β-마텐자이트)이며, 현미경으로 보면 
삼베
모양 또는 침상 조직으로 되어 있다. 강을 급랭하여 변태가 생겼을 때와 오스테나이트를 상온 가공함으로써 된 조직이며, 상온에서는 불안정하다. 강의 급랭 조직 중에 가장 경도가 크며 여리다. 강력한 자성이 있으며 오스테나이트보다 밀도가 적다.
```

## 같이 보기
- 상평형 그림

## 참고 문헌
- William D. Callister, David G. Rethwisch, 재료과학과 공학, 420-435, 시그마프레스, 서울, (2015).